# 阿莱西娅·奥罗
阿莱西娅·奥罗（義大利語：Alessia Orro，1998年7月18日—），生于奥里斯塔诺，意大利女子排球运动员，司职二传手。她代表意大利国家队参加2024年夏季奥林匹克运动会排球比赛，最终夺得冠军。